# 派厄尼爾章克申 (蒙大拿州)
派厄尼爾章克申（英語：Pioneer Junction）是位於美國蒙大拿州林肯縣的普查規定居民點。

## 人口
根據2020年美國人口普查的數據，派厄尼爾章克申的面積為9.13平方千米，皆為陸地。當地共有人口902人，而人口密度為每平方千米98.8人。